# Daniele Cassioli
Daniele Cassioli (Roma, 15 agosto 1986) è uno sciatore nautico e dirigente sportivo italiano, cieco dalla nascita.
Ha conquistato 28 titoli mondiali, 27 titoli europei e 45 titoli italiani.
In virtù dei risultati ottenuti a livello internazionale, è considerato il più grande sciatore nautico paralimpico di tutti i tempi.
Detiene il record del mondo nella specialità del salto (21,10 metri), nelle figure (2.240 punti) e nello slalom (1 boa con corda a 11.25 metri, a 58 km/h). Per tre volte è stato eletto atleta mondiale dell'anno dall'International Waterski & Wakeboard Federation, categoria paralimpici: 2008, 2010, 2014.
Nel 2021 viene nominato atleta del decennio e del quarto di secolo dall'International Waterski & Wakeboard Federation.
Attualmente si occupa di formazione e team coaching per aziende e società sportive.  

## Biografia
Nato a Roma, Daniele è cieco dalla nascita a causa di una retinite pigmentosa, una malattia genetica che colpisce l'occhio. Suo fratello Davide, di cinque anni più grande, è scomparso nel 2022 a causa di una malattia. Grazie al supporto dei genitori Brunella e Luigi, Daniele sin da piccolo si mette quotidianamente alla prova, superando i numerosi ostacoli e le difficoltose prove a cui è inevitabilmente messo di fronte dalla sua condizione di non vedente. Nell'ottobre 1988 si trasferisce a Gallarate (Varese).
Comincia a praticare sport all'età di 3 anni, dedicandosi inizialmente al nuoto e in seguito al karate
. Nel 1994 ha la sua prima esperienza sugli sci, insieme al Gruppo Verbanese Sciatori Ciechi. Successivamente, nell'estate del 1995, comincia la sua esperienza con lo sci nautico.
Da sempre grande amante della musica, Daniele frequenta per alcuni anni il conservatorio Puccini di Gallarate, dove impara a suonare il pianoforte. Nel tempo libero si cimenta come deejay e inizia ad esibirsi in diverse discoteche della Lombardia.
Nel 2008 Daniele si laurea in Fisioterapia presso l'Università degli Studi dell'Insubria di Varese con 110 e lode. Successivamente frequenta un corso di osteopatia e, in qualità di fisioterapista, inizia a esercitare come libero professionista. Nel 2019 abbandona la carriera da fisioterapista per dedicarsi a tempo pieno alla formazione nelle aziende e inizia a incontrare molti giovani nelle scuole, università e società sportive di tutta Italia.
Il 9 ottobre 2018 esce Il Vento Contro, il suo primo romanzo autobiografico edito da De Agostini. Nel libro viene raccontato con estrema ironia e profondità il rapporto dell'autore con la cecità. Si tratta di un romanzo nel quale vengono estratti contenuti assoluti quali la gestione delle difficoltà nelle differenti sfere della vita, in modo da trarre spunti utili per rendere un apparente ostacolo una significativa opportunità.
Il 23 ottobre 2019 fonda Real Eyes Sport Asd, un'associazione sportiva dilettantistica che ha come mission l’avvicinamento dei bambini con disabilità visiva all’attività motoria.
Nel maggio 2021 viene eletto membro della Giunta Nazionale del Comitato Italiano Paralimpico in quota atleti, sotto la presidenza di Luca Pancalli.
Il 1º febbraio 2022 esce Insegna al Cuore a Vedere, il secondo libro di Daniele Cassioli scritto insieme a Salvatore Vitellino ed edito da De Agostini; in esso l'autore affronta alcune complessità emotive legate alla disabilità e allo sport, fornendo la sua personale e originale visione rispetto alle competenze trasversali. Parallelamente Daniele si dedica alle attività di formazione e sviluppo personale in ambito nazionale e internazionale.
Nel febbraio del 2022 inizia la collaborazione con O anche no, un programma di Rai 3 che affronta i temi della disabilità e inclusione. In questo contesto conosciamo le sue attitudini da conduttore, intervistatore e inviato Tv ed è possibile, per il campione non vedente, offrire riflessioni sulle tematiche a lui più care. 
Nell'ottobre del 2024 diventa team coach, aggiungendo così altri elementi utili alla propria traiettoria professionale. 

### Carriera sportiva

#### Sci nautico
Nel 1996, a soli 10 anni, entra a far parte della squadra nazionale italiana paralimpica di sci nautico. Nel 1998 esordisce agli Europei in Giordania, conquistando una medaglia d'argento nello slalom.
Le prime due medaglie d'oro arrivano nel 2000 all'Idroscalo di Milano, quando agli Europei trionfa nello slalom e nelle figure. Nel 2001 vince il primo titolo italiano nello slalom mentre nel 2003 sale sul tetto del mondo in Florida (Stati Uniti), dove conquista la medaglia d'oro nello slalom e un argento nelle figure.
Ai Mondiali del 2013, all'Idroscalo di Milano, vince cinque medaglie d'oro nello slalom, nel salto, nelle figure, nella combinata per non vedenti e nella combinata assoluta. Un risultato mai ottenuto prima da nessuno sciatore, replicato nel 2015 ai Mondiali di Elk Grove in California (Stati Uniti) e nel 2017 ai Mondiali di Myuna Bay (Australia), realizzando il grande slam per la terza volta consecutiva.
Nel 2019, con due costole incrinate in seguito a un infortunio a tre giorni dall'inizio dei Mondiali, conquista 3 medaglie d'oro (nelle figure, nel salto e nella combinata non vedenti) e due medaglie d'argento (nello slalom e nella combinata assoluta) nella rassegna iridata svoltasi a Skarnes, in Norvegia.
Nel 2023 si laurea campione del mondo in salto, figure e combinata, oltre alla medaglia d'argento nello slalom ai Mondiali di Elk Grove in California (Stati Uniti).

#### Calcio a 5 non vedenti

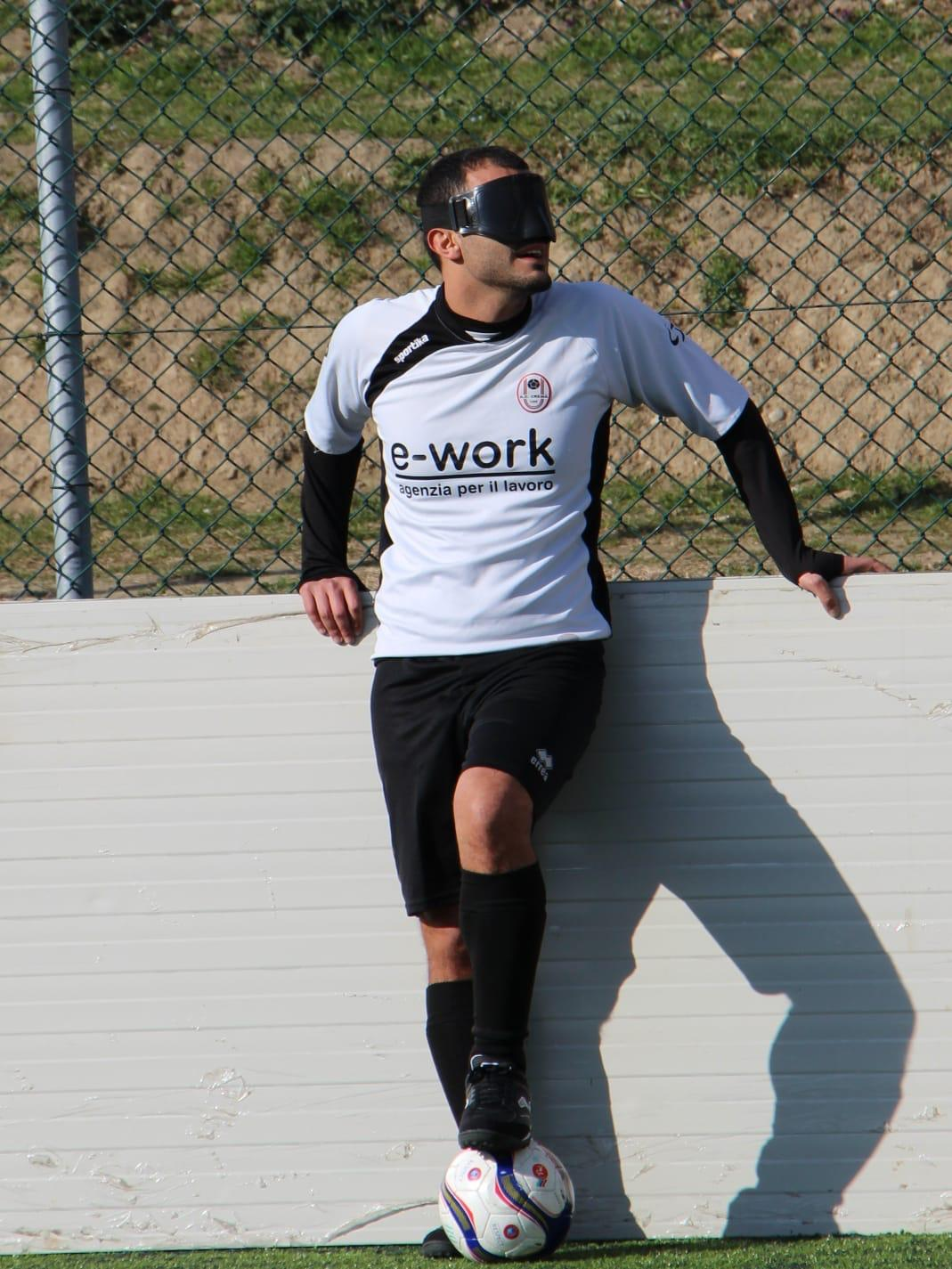
Daniele Cassioli in campo con l'Ac Crema 1908 - Calcio a 5 non vedenti

A inizio 2019 Cassioli decide di intraprendere una nuova disciplina sportiva, dedicandosi al calcio. Viene tesserato dall'Ac Crema 1908 e il 24 febbraio 2019 esordisce nel campionato di Calcio a 5 non vedenti, in occasione del match contro il Firenze. Cassioli colleziona 4 presenze nel 2019 e il 9 marzo il Crema si aggiudica il campionato nazionale grazie al 6-1 ottenuto contro il Lecce. Per l'atleta paralimpico si tratta del primo scudetto in carriera.

## Opere
- Daniele Cassioli, Il vento contro, Milano, DeAagostini, 2018, ISBN 978-88-511-6695-3.
- Daniele Cassioli, Salvatore Vitellino, Insegna al cuore a vedere, Milano, DeAgostini, 2022, ISBN 978-88-511-9880-0.

## Premi, eventi ed esperienze
Da febbraio 2022 cura una rubrica per la trasmissione “O anche no”, in onda su Rai 2. All'interno della rubrica commenta i fatti sportivi della settimana, sottolineando gli aspetti della resilienza e della caparbietà che permettono di raggiungere traguardi apparentemente impossibili.
Nel maggio del 2023 conduce gli Sky Inclusion Day intervistando Sara Maga, Giorgio Minisini e Mattia Furlani.
Nell'ottobre del 2023 collabora con l'Associazione Sportiva Roma, sua squadra del cuore, per raccontare sui propri canali social e su quelli del club cosa significa, per chi non vede, vivere le emozioni dello stadio.
Nel dicembre del 2023, a Cagliari, è protagonista di un test significativo per gli spettatori non vedenti: invitato dal Cagliari Calcio ha l'opportunità di provare, per la prima volta in Italia, un dispositivo che permette di toccare su una tavola che riproduce il campo da gioco i movimenti del pallone in tempo reale. 
Da maggio 2021 a giugno 2025 è rappresentante degli atleti nella Giunta Nazionale del Comitato Italiano Paralimpico (CIP).
Da gennaio 2018 ad aprile 2021 è membro del Consiglio Nazionale del Comitato Italiano Paralimpico (CIP).
Da agosto 2016 scrive sul portale Handicapire.it. I temi trattati sono diversi e soprattutto si occupa di sport, cultura e sociale.
Da aprile 2016 a luglio 2016, su La Provincia di Varese, cura la rubrica settimanale "Spunti di vista", nella quale scrive di temi di vario genere.
Il 17 dicembre 2016 - in qualità di testimonial Telethon per la campagna "Presente 2016", il cui fine era la raccolta fondi per la ricerca sulle malattie genetiche rare - è ospite della maratona di Telethon andata in onda su Rai 1.
Nel 2016 è stato testimonial Avis.
Tra il 2014 e il 2015, spinto dalla passione per le sfide e per l'alta velocità, Daniele si mette alla prova alla guida di un'automobile nel circuito di Castelletto di Branduzzo(Pavia) lungo 1900 metri. Dopo nove mesi di allenamenti, il 29 maggio 2015, a bordo di una Toyota Yaris, compie i dieci giri previsti e, al secondo giro, ferma il cronometro a 2'15"938, viaggiando così alla media di 50,66 km/h. Un tempo record, mai fatto registrare prima da un non vedente.
Nel 2014 riceve il "Premio Gianni Brera" per le cinque medaglie d'oro conquistate ai Mondiali del 2013.
Dal 2013, insieme al Presidente del Comitato Italiano Paralimpico (CIP), Luca Pancalli, ha avviato una serie di iniziative per la promozione dello sport presso i non vedenti con il Centro Regionale Sant'Alessio - Margherita di Savoia per i ciechi.
Nel 2012 e nel 2014 viene premiato agli Italian Sport Awards come sportivo paralimpico dell'anno.
Nel 2011 partecipa al Rosa Challenge di Alagna, un'adrenalinica discesa di 10 km nella quale gareggia con atleti normodotati, indossando uno speciale casco regalato dal campione olimpico Giuliano Razzoli.
Nel 2009, sulle piste di Macugnaga, scia insieme a Peter Fill e Bode Miller durante il Briko4Blind, evento organizzato dalla Briko per ragazzi non vedenti.
Nel 1997, in occasione dei Mondiali di sci a Sestriere, è protagonista in una dimostrazione tra la prima e la seconda manche dello slalom gigante femminile vinto poi da Deborah Compagnoni.

## Palmarès

### Campionati mondiali
| Edizione | Slalom  | Figure  | Salto   | Combinata non vedenti | Combinata assoluta | Squadre |
| -------- | ------- | ------- | ------- | --------------------- | ------------------ | ------- |
| 2003     | Oro     | Argento |         |                       |                    |         |
| 2009     | Oro     | Oro     | Argento | Oro                   |                    | Argento |
| 2011     |         | Oro     | Oro     | Oro                   |                    | Argento |
| 2013     | Oro     | Oro     | Oro     | Oro                   | Oro                | Argento |
| 2015     | Oro     | Oro     | Oro     | Oro                   | Oro                | Bronzo  |
| 2017     | Oro     | Oro     | Oro     | Oro                   | Oro                | Bronzo  |
| 2019     | Argento | Oro     | Oro     | Oro                   | Argento            |         |
| 2023     | Argento | Oro     | Oro     | Oro                   |                    |         |

### Europei 2022
Oro: 2 (slalom, figure)
Argento: -
Bronzo: -

### Europei 2018
Oro: 5 (slalom, figure, salto, combinata non vedenti, squadre)
Argento: -
Bronzo: -

### Europei 2016
Oro: 1 (slalom)
Argento: 1 (squadre)
Bronzo: -

### Europei 2014
Oro: 5 (slalom, figure, salto, combinata non vedenti, squadre)
Argento: -
Bronzo: -

### Europei 2012
Oro: 4 (slalom, figure, salto, combinata non vedenti)
Argento: -
Bronzo: -

### Europei 2010
Oro: 3 (salto, combinata non vedenti, squadre)
Argento: -
Bronzo: -

### Europei 2008
Oro: 2 (slalom, figure)
Argento: -
Bronzo: -

### Europei 2006
Oro: 1 (figure)
Argento: -
Bronzo: 1 (slalom)

### Europei 2004
Oro: 2 (slalom, figure)
Argento: -
Bronzo: -

### Europei 2002
Oro: -
Argento: 2 (slalom, figure)
Bronzo: -

### Europei 2000
Oro: 2 (slalom, figure)
Argento: -
Bronzo: -

### Europei 1998
Oro: -
Argento: 1 (slalom)
Bronzo: -

### Campionati italiani 2023
Oro: 4 (slalom, figure, salto, combinata non vedenti)
Argento: -
Bronzo: -

### Campionati italiani 2020
Oro: 2 (slalom, figure)
Argento: -
Bronzo: -

### Campionati italiani 2019
Oro: 4 (slalom, figure, salto, combinata non vedenti)
Argento: -
Bronzo: -

### Campionati italiani 2018
Oro: 4 (slalom, figure, salto, combinata non vedenti)
Argento: -
Bronzo: -

### Campionati italiani 2017
Oro: 4 (slalom, figure, salto, combinata non vedenti)
Argento: -
Bronzo: -

### Campionati italiani 2016
Oro: 1 (figure)
Argento: 1 (combinata non vedenti)
Bronzo: 1 (salto)

### Campionati italiani 2015
Oro: 3 (figure, salto, combinata non vedenti)
Argento: -
Bronzo: -

### Campionati italiani 2014
Oro: 3 (slalom, figure, combinata non vedenti)
Argento: 1 (salto)
Bronzo: -

### Campionati italiani 2013
Oro: 4 (slalom, figure, salto, combinata non vedenti)
Argento: -
Bronzo: -

### Campionati italiani 2012
Oro: 3 (slalom, figure, salto)
Argento: -
Bronzo: -

### Campionati italiani 2011
Oro: 4 (slalom, figure, salto, combinata non vedenti)
Argento: -
Bronzo: -

### Campionati italiani 2010
Oro: 3 (slalom, figure, combinata non vedenti)
Argento: 1 (salto)
Bronzo: -

### Campionati italiani 2008
Oro: 2 (slalom, figure)
Argento: -
Bronzo: -

### Campionati italiani 2005
Oro: 1 (figure)
Argento: 1 (slalom)
Bronzo: -

### Campionati italiani 2004
Oro: 2 (slalom, figure)
Argento: -
Bronzo: -

### Campionati italiani 2003
Oro: -
Argento: 1 (slalom)
Bronzo: -

### Campionati italiani 2001
Oro: 1 (slalom)
Argento: 1 (figure)
Bronzo: -

### Campionati italiani 1999
Oro: -
Argento: 1 (figure)
Bronzo: 1 (slalom)